# Mizbeatz

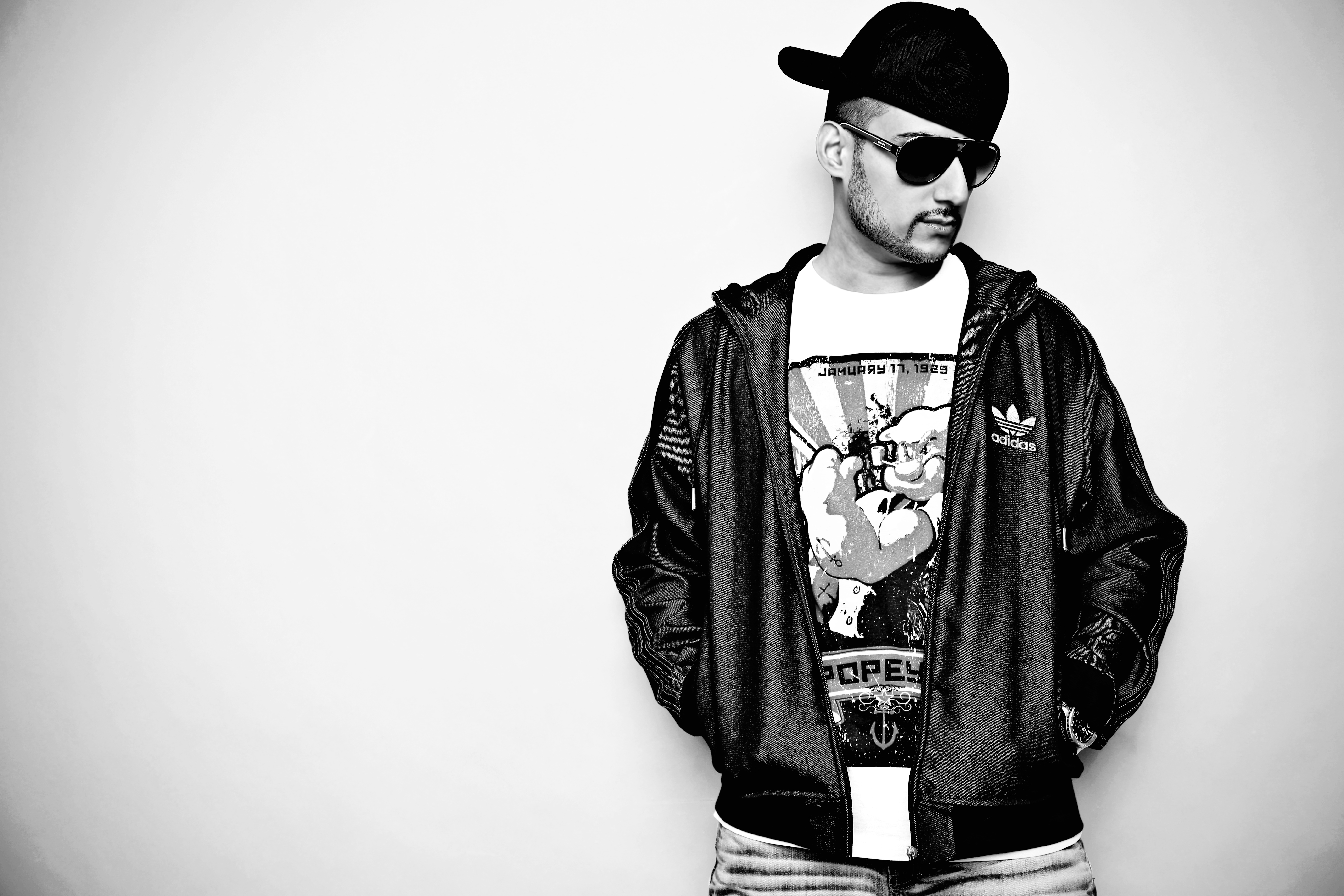
Mizbeatz (2021)

Mizbeatz (Eigenschreibweise: MIZBEATZ), auch Miza, (* 18. August 1977) ist ein deutscher Hip-Hop-Produzent aus Düsseldorf mit indischen Wurzeln.

## Leben
Mizbeatz wurde 1997 erstmals als Producer tätig. Er erhielt durch Florian Schneider-Esleben, Mitglied von Kraftwerk, Unterstützung sowie das erste digitale Equipment.
Im Jahr 1999 ging Mizbeatz für ein Studium in die USA. Im Mittleren Westen arbeitete er mit High Dolla Boyz, Jaecyn Bayne und Canibus zusammen. 2003 nahm Mizbeatz mit dem Label Perry Brothers Entertainment an dem Contest The Row Underground teil. Dabei erreichten sie mit ihren Songs die Top 5.
Er arbeitete in Projekten mit Reenie Mansata für SLPL Cricket Tournament und Sound Logic Studios - Jeff Anderson, mit dem er den American-Idol-Teilnehmer Jared Yates produziert hat.
Weitere Zusammenarbeiten bestehen mit Jae Writez, Kalene Scott, Mad Skillz, Noah O, Helly Way, October London, Buk (Psychodrama), Coldhard (Crucial Conflict), Des-C, Priti Menon, Casper Hight, P Sullee - Sulle Gang, YaBoi Sonny, Ishi und weiteren Künstlern.

## Diskografie
- 1998: Woher du kommst und wer du bist (Single mit Diptesh Banerjee (MC Dip))
- 2002: My Life (EP mit 8 Tracks mit Starr Chyld)
- 2003: Perry Brothers Entertainment (Compilation mit 19 Tracks)
- 2004: The Game (EP mit 7 Tracks mit Curt is Low)
- 2005: Jared Yates Demo Tape (EP mit 3 Tracks mit Jared Yates)
- 2011: True Story (Album mit 16 Tracks mit High Dolla Boyz)
- 2011: No Shit (Freetrack mit Lord Reign feat. C Banks & Curt is Low)
- 2011: Aaiiyyaahh (Freetrack mit High Dolla Boyz)
- 2012: Dance in the Rain (Single mit Nicole Michelle)
- 2012: Hypnotized (Freetrack mit Ishi feat. High Dolla Boyz)
- 2012: Audio Therapy (Album mit Track Bis & Bayne mit Jaecyn Bayne feat. Canibus und Track mit The Good in Goodbye mit Jaecyn Bayne)
- 2012: SLPL Team Songs (mit Reenie Mansata - Cricket: Sri Lanka Premier League)
- 2013: Mitarbeitermotivationssong (Auftragssong für Deutsche Telekom mit Casper Hight)
- 2014: Regnerische Tage (Single mit Casper Hight)
- 2014: Paralleluniversum (Sampler mit Track Zeit von damals mit Casper Hight)
- 2017: Feuer und Eis (Demo-CD mit Casper Hight)
- 2017: I’m from the West Coast (Demo mit October London - Label: Snoop Dogg)
- 2019: I Like Noodles (Single mit Des-C - Label: Hats Off UK)
- 2020: Sayoni (Single mit Des-C und Priti Menon - Label: Hats Off UK)
- 2021: All The Smoke (Single mit P-Sullee - Label Sullee Gang, Buk - Label: Psychodrama und Coldhard - Label: Crucial Conflict)
- 2022: Bussin (Single mit Kalene Scott - Label: Sony/Orchard)
- 2023: You Are (Single mit Kalene Scott - Label: Sony/Orchard)
- 2024: Bussin Remix - EP Gemini (mit Kalene Scott und Noah O - Label: Sony/Orchard)
- 2024: You Are Remix - EP Gemini (mit Kalene Scott und Jae Writez - Label: Sony/Orchard)
- 2024: Obsession - EP Gemini (mit Kalene Scott und Helly Way - Label: Sony/Orchard)
- 2024: New To Life - EP Gemini (mit Kalene Scott - Label: Sony/Orchard)